# 富里奥·诺尔迪奥
富里奥·诺尔迪奥（義大利語：Furio Nordio，？—？），意大利男子雪车运动员。他曾代表意大利参加国际雪车联合会世界锦标赛，获得二枚金牌，均来自男子四人雪车项目。